# بطولة العالم للدراجات على المضمار 1967
بطولة العالم للدراجات على المضمار 1967 هي الدورة ال64 من بطولة العالم للدراجات على المضمار، أجريت في أمستردام، هولندا.

## النتائج النهائية
| المسابقة                              | ذهبية                  | فضية                        | برونزية                            |
| ------------------------------------- | ---------------------- | --------------------------- | ---------------------------------- |
| الرجال                                |                        |                             |                                    |
| السرعة الفردية                        | باتريك سيركو (BEL)     | جوزيبي بيغيتو (ITA)         | انجيلو داميانو (ITA)               |
| سباق المطاردة الفردية                 | Tiemen Groen (هولندا)  | هيو بورتر (المملكة المتحدة) | لياندرو فاجين (إيطاليا)            |
| سباق مطاردة الدراجة النارية للهواة    | بييت دي ويت (NED)      | ميخائيل ماركوف (URS)        | Dries Helsloot (NED)               |
| سباق مطاردة الدراجة النارية للمحترفين | Leo Proost (BEL)       | رومان دي لوف (BEL)          | دومينيكو دي ليلو (ITA)             |
| السيدات                               |                        |                             |                                    |
| السرعة الفردية                        | Valentina Savina (URS) | ايرينا كيريتشينكو (URS)     | Galina Yermolayeva (cyclist) (URS) |
| سباق المطاردة الفردية                 | تمارا جاركوشينا (URS)  | Raisa Obodovskaya (URS)     | بريل بيرتون (GBR)                  |